# Köhlen (Geestland)
Köhlen ist eine Ortschaft in der Stadt Geestland im niedersächsischen Landkreis Cuxhaven.

## Geografie

### Lage
Köhlen liegt südlich von Bad Bederkesa zwischen Bremerhaven und Bremervörde am Oberlauf des Küstenflusses Geeste, der der Stadtgemeinde Geestland den Namen gab.

### Ortsgliederung
- Desebreck
- Köhlen-Dorf
- Stühbusch
- Vorm Moor

### Nachbarorte
| Ringstedt                                                      |                                             | Lintig – Ortsteil Großenhain |
|                                                                | Kompassrose, die auf Nachbargemeinden zeigt | |
| Wehdel (Gemeinde Schiffdorf) Geestenseth (Gemeinde Schiffdorf) | Frelsdorf (Gemeinde Beverstedt)             | Ebersdorf (Samtgemeinde Geestequelle – Landkreis Rotenburg (Wümme)) Hipstedt (Samtgemeinde Geestequelle – Landkreis Rotenburg (Wümme)) |

(Quelle:)

## Geschichte
1300 wurde das Dorf Colne in einer Schenkungsurkunde des Grafen von Woldenburg erstmals erwähnt; Köhlen feierte deshalb 2000 sein 700-jähriges Bestehen. Das Dorf wurde schon im 12. Jahrhundert als Dorfenhufen-Siedlung von adeligen Lokatoren planmäßig eingerichtet. Die 18 Höfe behielten lange ihre kreisförmige Einrichtung um einen in der Mitte gelegenen Platz.
1635 erfolgte die Einrichtung der Köhlener Schule. 1712 konnte ein Lehrer angestellt werden. Der Streit um die reformierte und lutherische Schule fand von 1748 bis 1872 statt.
Die Maria-Magdalenen-Feier wird alljährlich am 22. Juli gefeiert als Lobetag zum Gedenken an ein Unwetter, das im 17. Jahrhundert während des Maria-Magdalenen Tages die Ernte in Köhlen vernichtete.

### Eingemeindungen
Zum 1. Januar 2015 bildete Köhlen mit den übrigen Gemeinden der Samtgemeinde Bederkesa und der Stadt Langen die neue Stadt Geestland.

### Einwohnerentwicklung
| Jahr | Einwohner | Quelle |
| ---- | --------- | ------ |
| 1910 | 662       | [ 7 ]  |
| 1925 | 750       | [ 8 ]  |
| 1933 | 757       | [ 8 ]  |
| 1939 | 757       | [ 8 ]  |
| 1950 | 12360     | [ 9 ]  |
| 1956 | 10510     | [ 9 ]  |
| 1961 | 961       | [ 10 ] |
| 1970 | 919       | [ 10 ] |
| 1973 | 895       | [ 11 ] |
| 1975 | 0856 ¹    | [ 12 ] |

| Jahr | Einwohner | Quelle |
| ---- | --------- | ------ |
| 1980 | 819 ¹     | [ 13 ] |
| 1985 | 842 ¹     | [ 13 ] |
| 1990 | 880 ¹     | [ 13 ] |
| 1995 | 895 ¹     | [ 13 ] |
| 2000 | 934 ¹     | [ 13 ] |
| 2005 | 968 ¹     | [ 13 ] |
| 2010 | 987 ¹     | [ 13 ] |
| 2014 | 928 ¹     | [ 1 ]  |
| 2017 | 9730      | [ 2 ]  |
| 0    | 0         | 0      |

¹ jeweils zum 31. Dezember
|  |

## Religion
Köhlen ist Teil des Kirchspieles Ringstedt, das insgesamt neun Dörfer umfasst. Die evangelischen Christen im Ort sind zum Teil lutherisch, zum Teil reformiert.

## Politik

### Ortsrat
Der Ortsrat von Köhlen setzt sich aus fünf Ratsmitgliedern folgender Partei zusammen:
- CDU: 5 Sitze

(Stand: Kommunalwahl 11. September 2021)

### Ortsbürgermeister
Der Ortsbürgermeister von Köhlen ist Rainer Müller (CDU). Seine Stellvertreterin ist Tina Heins (CDU).

### Wappen
Der Entwurf des Kommunalwappens von Köhlen stammt von dem Heraldiker und Wappenmaler Albert de Badrihaye, der zahlreiche Wappen im Landkreis Cuxhaven erschaffen hat.
| Wappen von Köhlen | Blasonierung: „In Gold über einem schwarzen Meiler mit goldenem Buchstaben „K“ belegt, rechts und links ein grüner aufgerichteter zweiblättriger Eichenzweig mit Frucht.“ |
| Wappen von Köhlen | Wappenbegründung: Der mit einem „K“ belegte Kohlenmeiler weist auf den Namen der Gemeinde hin. Die Eichenzweige erinnern an die früheren Eichenwälder.                    |

## Kultur und Sehenswürdigkeiten
Baudenkmale
- Wohn- und Wirtschaftsgebäude Geestensether Straße 39 von 1684 als Zweiständer-Hallenhaus in Fachwerk mit Lehmausfachungen
- Wohn- und Wirtschaftsgebäude Dorfstraße West 27 von 1914 mit reicher Ziedeldekoration

## Wirtschaft und Infrastruktur
Verkehr
Bis Mitte der 1990er-Jahre fuhr die Buslinie 15 der Verkehrsgesellschaft Bremerhaven AG (VGB) von Bremerhaven über Elmlohe nach Köhlen. Das Fahrplanangebot beinhaltete Fahrten an allen Tagen der Woche. 1997 erfolgte die Einstellung der Linie.
Der Ort ist über ein Anruf-Sammel-Taxi (AST) an den öffentlichen Personennahverkehr angebunden.

## Persönlichkeiten
Söhne und Töchter des Ortes
- Martin Döscher (1935–2019), Bürgermeister von Köhlen (1972–2011), Landrat des Landkreises Cuxhaven (1991–2004), Landtagsabgeordneter (CDU) (1978–1994)
- Ina Müller (* 1965), Kabarettistin, Sängerin, Fernsehmoderatorin und Autorin von plattdeutschen Texten, seit Januar 2011 Ehrenbürgerin von Köhlen

## Sagen und Legenden
- Die Römerschlacht von Köhlen-Ringstedt[19][20]
- Das gebrochene Wort[19]